# Stenodryas suavis
Stenodryas suavis är en skalbaggsart som beskrevs av Holzschuh 1998. Stenodryas suavis ingår i släktet Stenodryas och familjen långhorningar. Inga underarter finns listade i Catalogue of Life.